# Maria Manuel Mota
Maria Manuel Dias da Mota ComIH (Vila Nova de Gaia, 27 de abril de 1971) é uma bióloga e cientista portuguesa, e uma autoridade internacional nos estudos da malária. Maria é desde 2014 diretora do Instituto de Medicina Molecular, em Lisboa. 

## Percurso
Maria Mota fez sua licenciatura em Biologia em 1992, e tirou o mestrado em imunologia em 1994. Durante esse período, esteve sob a coordenação de Maria de Sousa. Prosseguiu os seus estudos com um doutoramento em parasitologia molecular em 1998, na University College em Londres.
Ela disse ter decidido estudar a malária, quando viu uma fotografia do parasita que causa Leishmaniose numa palestra no IHMT durante o seu mestrado em Imunologia .
Desde 1995, Maria Mota estuda a malária, uma doença que apesar de descoberta há mais de um século, continua a matar 200 milhões de pessoas por ano em todo o mundo, especialmente no continente africano onde a doença é endémica. Ela estuda os parasitas responsáveis pela doença, do género Plasmodium. Os estudos da cientista, publicados na revista científica Nature Communications revelaram que os parasitas quando entram no corpo humano percorrem um longo caminho até o fígado, onde se multiplicam antes de voltar à corrente sanguínea. Essa descoberta permitiu a possibilidade de novas medidas profiláticas, que visem o bloqueio ou diminuição da infeção do fígado. O trabalho liderado por Maria Mota recebeu o Prêmio Pfizer em 2017.
Maria Mota foi presidente da Associação Viver a Ciência.
Desde 2005, lidera como diretora da Unidade de Malária do Instituto de Medicina Molecular (IMM), em Lisboa. E desde 2014 que assume o cargo de directora executiva da mesma instituição. Em 2016, foi eleita membro da Organização Europeia de Biologia Molecular (EMBO).
A cientista considera-se feminista e assume o acesso à educação como uma das causas por que tem lutado.

### Descobertas
A cientista liderou a equipa responsável pela descoberta de que o parasita causador da malária atravessava várias células até chegar ao fígado. Uma vez instalado nesse órgão, fazia o mesmo até se fixar numa dessas células.
Em 2017, demonstrou que o parasita causador da malária detecta o estado nutricional do hospedeiro, e torna-se mais ou menos agressivo dependendo disso.
Durante a pandemia em 2020, Maria Mota desenvolveu o primeiro kit de diagnóstico de COVID-19 português. Esse teste serológico passou a ser produzido pelo Instituto da Medicina Molecular (IMM), dirigido por ela.

## Reconhecimentos e Prémios
- 2003 - Prémio EMBO Young Investigator[5]
- 2004 - Prémio European Young Investigator Award, da European Science Foundation[5]
- 2005 - Ordenada Comendadora da Ordem do Infante D. Henrique.[10]
- 2013 - Prémio Pessoa[11]
- 2017 - Prémio Pfizer, pelo seu trabalho na  área da malária[9]
- 2018 - Prémio Sanofi-Pasteur no valor de 150 mil euros[12]
- 2020 - Prémio Consagração de Carreira Dona Antónia Adelaide Ferreira[13]
- 2025 - Distinguida com o Prémio As Mulheres Mais Influentes de Portugal em 2024[14]